# Шахмурадов, Юрий Аванесович
Ю́рий Аване́сович Шахмура́дов (род. 27 февраля 1942, Джебраил, Азербайджанская ССР) — советский борец вольного стиля, тренер, участник Олимпийских игр (1968), чемпион мира (1970), трёхкратный чемпион Европы (1966, 1967, 1969), пятикратный чемпион СССР (1967—1970 и 1972). Заслуженный мастер спорта СССР (1970). Заслуженный тренер СССР (1976). Заслуженный тренер России (2003). Доктор педагогических наук, профессор.
Награждён орденом «Знак Почёта» (1970), орденом Дружбы народов (1976), орденом Октябрьской революции (1980), орденом «За заслуги перед Республикой Дагестан» (2012), медалями ордена «За заслуги перед Отечеством»: I (2012) и II степени (1997). В сентябре 2022 года введен в Зал славы UWW на церемонии в Белграде

## Биография
Юрий Шахмурадов родился 27 февраля 1942 года в Джебраиле в семье выходцев из села Хинтаглар (НКАО, Азербайджанская ССР).
Когда ему было 6 лет, его семья переехала в Орджоникидзе, где он начал заниматься вольной борьбой под руководством Ильи Драева. В 1962 году поступил в Дагестанский государственный университет и переехал в Махачкалу, где продолжил заниматься борьбой под руководством заслуженного тренера СССР Арменака Карапетяна. С 1966 по 1972 год входил в состав сборной СССР. В 1966, 1967, 1969 годах становился чемпионом Европы, в 1970 году — чемпионом мира, в 1968 году был участником Олимпийских игр в Мехико. В 1972 году Юрий Шахмурадов в пятый раз выиграл чемпионат СССР, но без объяснения причин тренерский штаб сборной СССР не включил его в число участников Олимпийских игр в Мюнхене. После этого он принял решение завершить свою спортивную карьеру и перейти на тренерскую работу.
Коронным приёмом борца являлся бросок поворотом захватом руки и одноимённой ноги «мельница»
С 1972 по 1981 год Юрий Шахмурадов был главным тренером сборной СССР по вольной борьбе. Под его руководством на Олимпийских играх в Монреале и Москве советские борцы вольного стиля завоевали 12 золотых медалей. В дальнейшем Юрий Шахмурадов работал заместителем начальника управления единоборств Спорткомитета СССР, занимался научной деятельностью.
В начале 1990-х годов снова вернулся на тренерскую работу. В 1991-1993 годах был главным тренером сборной Турции по вольной борьбе, в 1993-1995 годах — главным тренером сборной Италии. В 1995-1996 годах руководил тренерским штабом сборной России, а в дальнейшем работал в нём старшим тренером. С 2002 года является директором Центра олимпийской подготовки Дагестана.
В 2010 году Юрий Шахмурадов стал автором книги о легендарном дагестанском борце в наилегчайшей весовой категории Али Алиеве под названием «Наш Али».
С апреля 2012 по февраль 2019 года был главным тренером женской сборной России по борьбе. Под его руководством Наталья Воробьёва завоевала на Олимпиаде в Лондоне (2012) первую в истории российской женской борьбы золотую олимпийскую медаль.
В борцовском мире постсоветского пространства Юрия Шахмурадова заслуженно называют «Профессор борьбы».

## Выступления на чемпионатах СССР
- Чемпионат СССР по вольной борьбе 1965 года — ;
- Чемпионат СССР по вольной борьбе 1966 года — ;
- Чемпионат СССР по вольной борьбе 1967 года — ;
- Чемпионат СССР по вольной борьбе 1968 года — ;
- Чемпионат СССР по вольной борьбе 1969 года — ;
- Чемпионат СССР по вольной борьбе 1970 года — ;
- Чемпионат СССР по вольной борьбе 1972 года — .